# As Salif (huyện)
Huyện As Salif là một huyện thuộc tỉnh Al Hudaydah, Yemen. Đến thời điểm năm 2003, huyện này có dân số 6343 người